# Castelnaud-de-Gratecambe
Castelnaud-de-Gratecambe ist eine französische Gemeinde mit 516 Einwohnern (Stand 1. Januar 2022) im Département Lot-et-Garonne in der Region Nouvelle-Aquitaine (vor 2016: Aquitanien). Die Gemeinde gehört zum Arrondissement Villeneuve-sur-Lot und zum Kanton Le Haut Agenais Périgord.
Der erste Namensteil geht auf die Kombination der okzitanischen Wörter castel (deutsch Festung) und nòu oder nau (deutsch neu) zurück. Die Gemeinde hat ihren Ursprung in einer Bastide, die auf den Ländereien des Seigneurs von Gratecambe gegründet wurde.
Die Einwohner werden Castelnaudais und Castelnaudaises genannt.

## Geographie
Castelnaud-de-Gratecambe liegt ca. elf Kilometer nordnordwestlich von Villeneuve-sur-Lot in der historischen Provinz Agenais am nordöstlichen Rand des Départements.
Umgeben wird Castelnaud-de-Gratecambe von den sieben Nachbargemeinden:
| Beaugas   | Boudy-de-Beauregard                         | Monflanquin          |
| Pailloles | Kompassrose, die auf Nachbargemeinden zeigt |                      |
| Lédat     | Villeneuve-sur-Lot                          | La Sauvetat-sur-Lède |

Castelnaud-de-Gratecambe liegt im Einzugsgebiet des Flusses Garonne.
Nebenflüsse der Lède durchqueren das Gebiet der Gemeinde,
- die Aygue-Rousse und
- die Mascarde, die in Castelnaud-de-Gratecambe entspringt, zusammen mit ihren Nebenflüssen, 
  - dem Ruisseau de Pétrencat und
  - dem Ruisseau de Saint-Pierre, die beide ebenfalls in Castelnaud-de-Gratecambe entspringen.

Außerdem entspringen zwei Nebenflüsse des Cluzelou auf dem Gemeindegebiet, der Ruisseau d’Expérincoux und der Ruisseau de Rieussat.

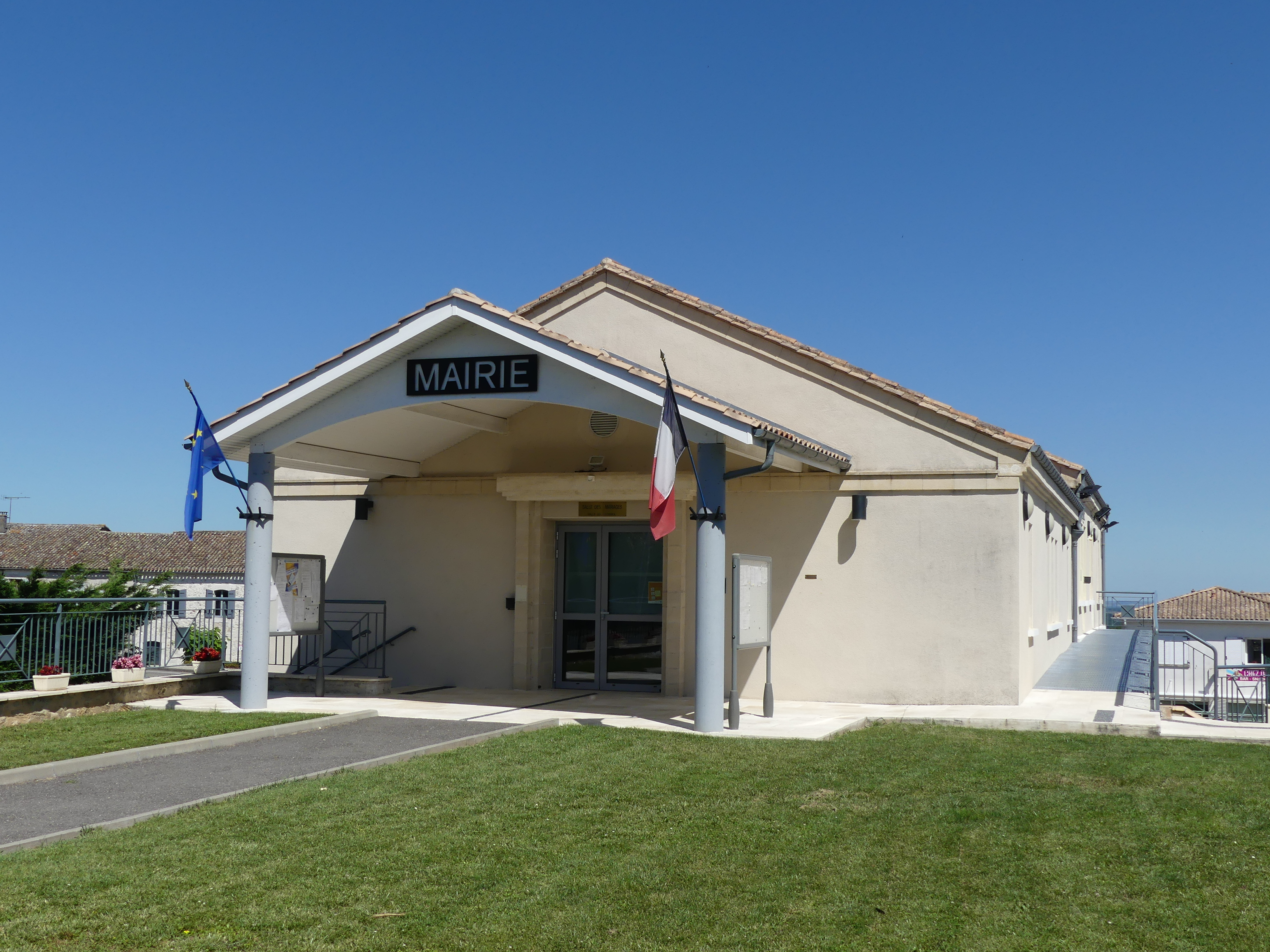
Rathaus (Mairie)

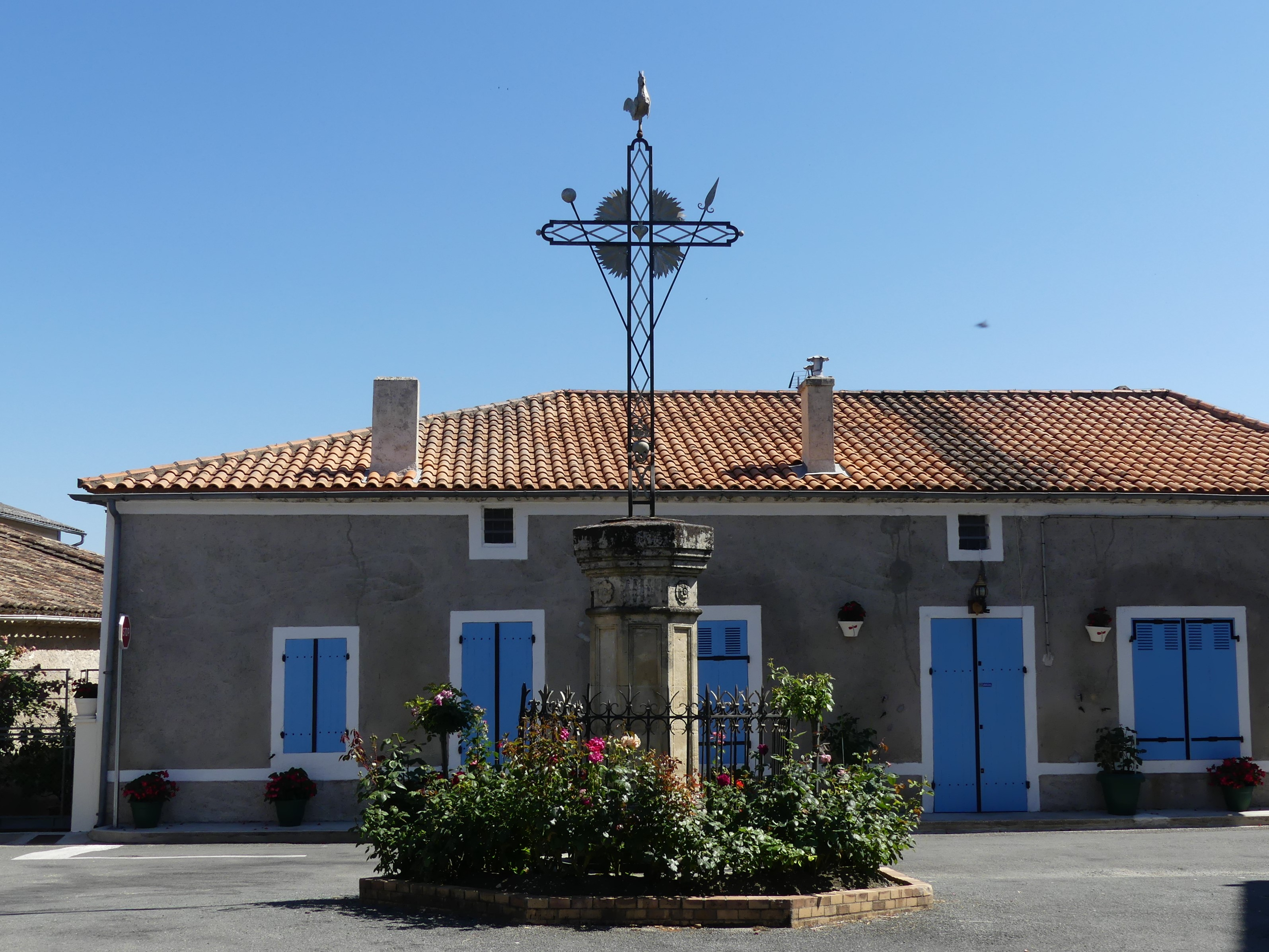
Kreuz auf dem Platz vor der Kirche

## Geschichte
Alfons von Poitiers gründete zwischen 1256 und 1270 rund 50 Bastiden im Gebiet, so auch eine, aus der sich die Gemeinde entwickelte. Sie wurde hier an einer strategisch günstigen Stelle auf dem Gipfel eines schmalen, lang gestreckten Hügel mit steil abfallenden Hängen errichtet. Der Ortskern wird allein von zwei Straßen parallel zur Hügellinie durchzogen und besitzt nur einen zentralen Platz.
Das Dorf hat sehr unter den Hugenottenkriegen gelitten. Nur ein Fachwerkhaus aus dem 16. oder 17. Jahrhundert hat die Jahrhunderte überdauert. Die anderen Gebäude stammen aus dem Ende des 18. oder Beginn des 19. Jahrhunderts. Im 19. Jahrhundert wurde das Dorf zu eng für die aufkommenden wirtschaftlichen Aktivitäten, und die Gemeinde entwickelte sich in westlicher Richtung, wo unter anderem die Mairie und die Schule gebaut wurden.
Viele ältere Häuser sind zu Betrieben zur Herstellung von Trockenpflaumen umgestaltet worden, ein wirtschaftlicher Schwerpunkt im Agenais zu Beginn des 20. Jahrhunderts. Diese wurden im Zuge der folgenden Industrialisierung nach und nach aufgegeben.
Im Jahre 1824 wurde die Gemeinde Calliadelles eingegliedert.

## Einwohnerentwicklung

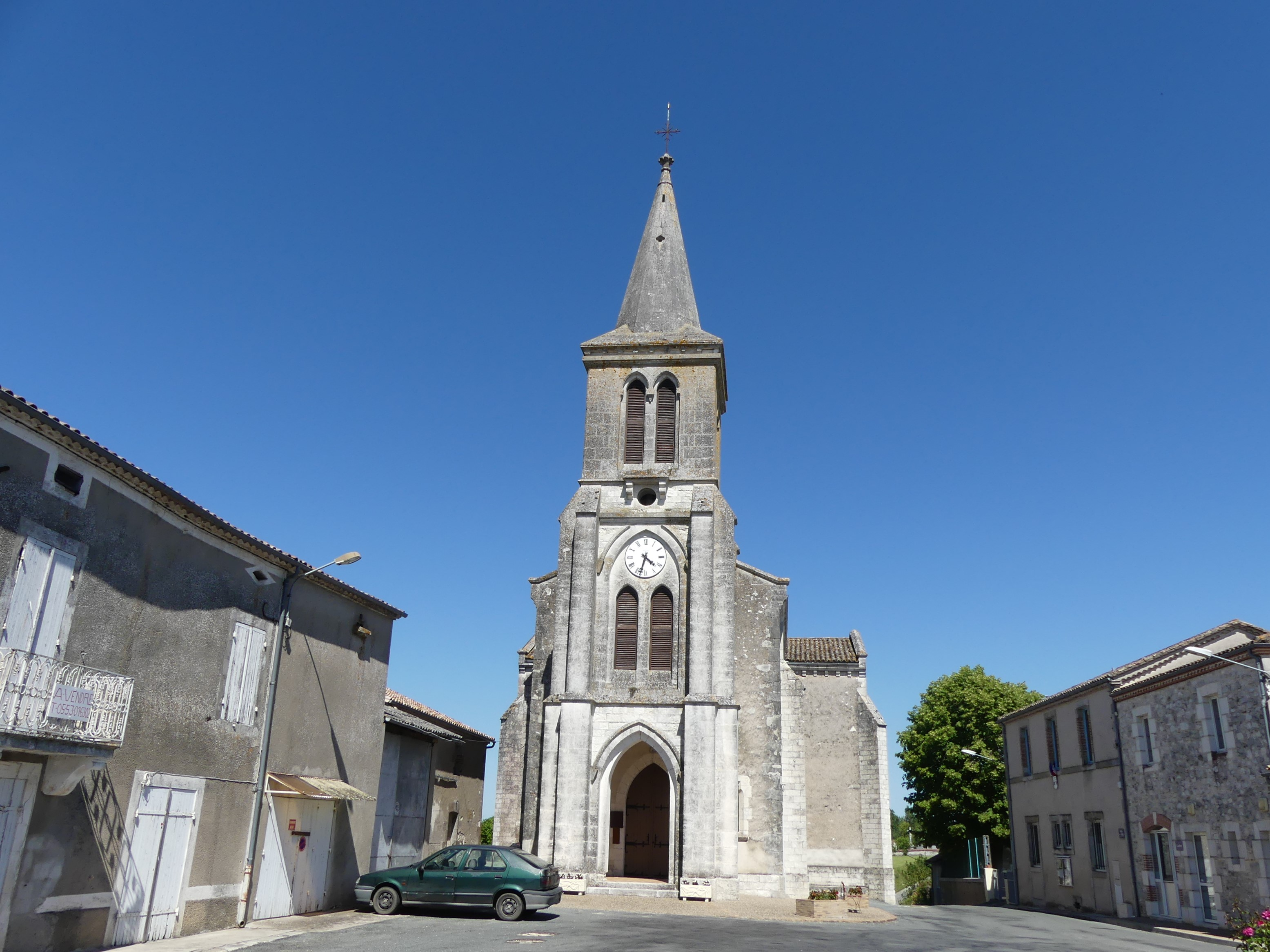
Pfarrkirche Saint-Martin

Mit der Eingemeindung von Calliadelles stieg die Einwohnerzahl in der ersten Hälfte des 19. Jahrhunderts auf einen Höchststand von rund 1040. In der Folgezeit sank die Größe der Gemeinde bei kurzen Erholungsphasen bis zu den 1970er Jahren auf rund 430 Einwohner, bevor eine Phase mit moderatem Wachstum einsetzte, die in den letzten Jahren wieder stagnierte.
| Jahr      | 1962 | 1968 | 1975 | 1982 | 1990 | 1999 | 2006 | 2011 | 2022 |
| --------- | ---- | ---- | ---- | ---- | ---- | ---- | ---- | ---- | ---- |
| Einwohner | 442  | 463  | 428  | 465  | 513  | 517  | 542  | 536  | 516  |

## Sehenswürdigkeiten
- Pfarrkirche Saint-Martin, ein Neubau aus dem Ende des 19. Jahrhunderts
- Pfarrkirche Saint-Pierre in Calliadelles aus dem 12. Jahrhundert
- Herrenhaus Merguet aus dem 16. Jahrhundert

## Wirtschaft und Infrastruktur
Handel und Dienstleistungen sind die wichtigsten Wirtschaftsfaktoren der Gemeinde.

### Bildung
Die Gemeinde verfügt über eine öffentliche Vor- und Grundschule mit 45 Schülerinnen und Schülern im Schuljahr 2018/2019.

### Verkehr
Die Route nationale 21 bildet hier die Verkehrsachse Bergerac–Agen und führt durch das Zentrum von Castelnaud-de-Gratecambe. Die Gemeinde ist außerdem erreichbar über die Routes départementales 412 und 420 sowie über eine Nebenstraße, die von der Route départementale 430 abzweigt.